# Mondfeld
Mondfeld ist ein Ortsteil von Wertheim im Main-Tauber-Kreis in Baden-Württemberg. Der Ort hat 880 Einwohner.

## Geographie

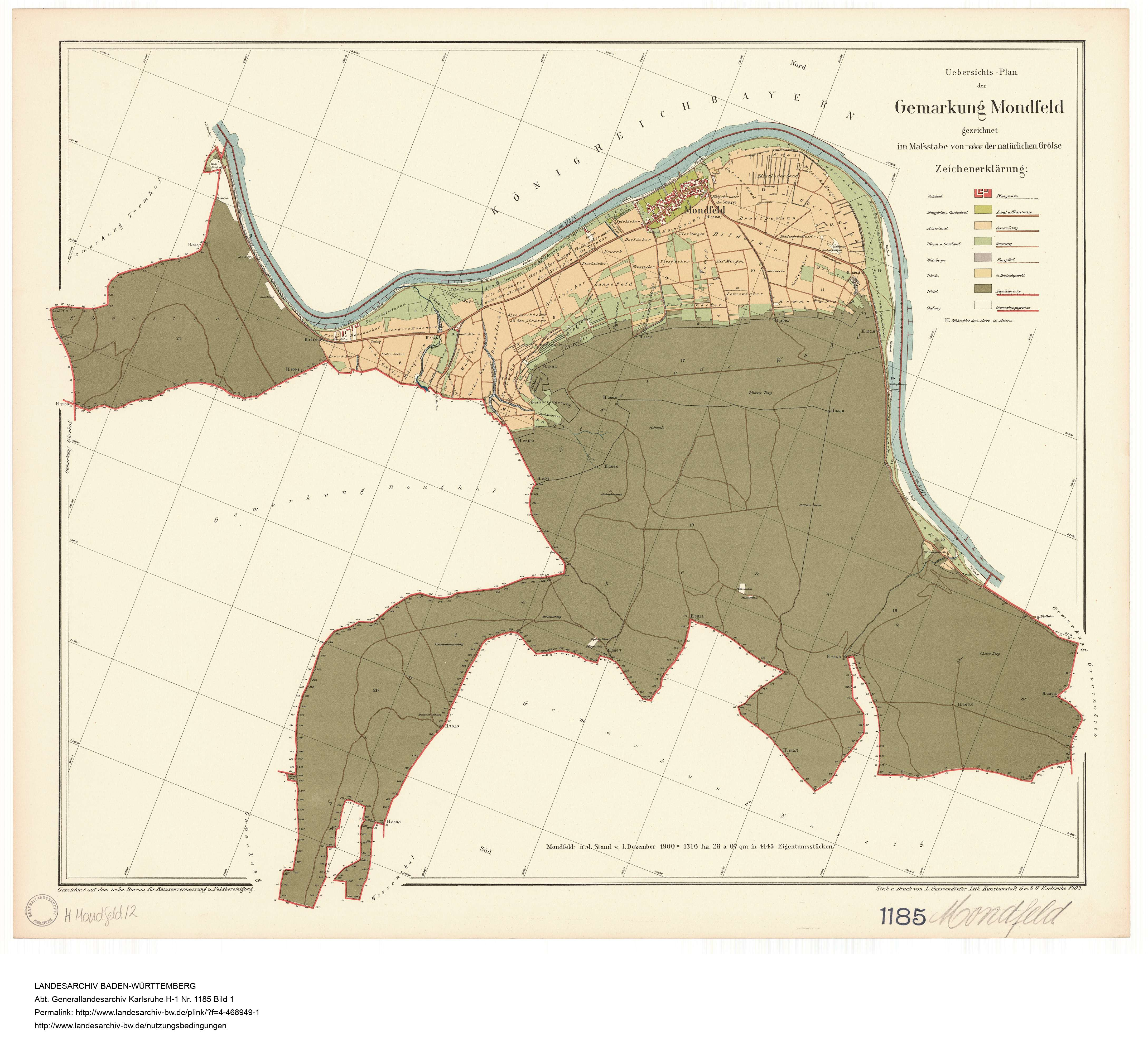
Gemarkung von Mondfeld, 1903

### Geographische Lage
Mondfeld liegt etwa 7 km von Wertheim entfernt in der Region Mainfranken, eingebettet im Maintal am nordöstlichsten Ende Baden-Württembergs. Die Grenze zwischen Baden-Württemberg und Bayern verläuft hier in der Mitte des Mains. Auf der Gemarkung der ehemaligen Gemeinde Mondfeld liegen das Dorf Mondfeld (⊙) und der Wohnplatz Rosenmühle (⊙). Im Nordosten des Ortes befindet sich der etwa 600 Meter lange Mondsee, das nördlichste ganz zu Baden-Württemberg gehörende Gewässer.
Die nächsten Großstädte sind Würzburg (45 km) und Frankfurt am Main (100 km).

### Schutzgebiete
Das mit Rechtsverordnung vom 27. Dezember 2004 ausgewiesene Wasserschutzgebiet Mondfeld/Boxtal mit der WSG-Nr. 128140 umfasst eine geschützte Fläche von 831,8 Hektar.

## Geschichte
Über die Entwicklung des Namens ist nur wenig überliefert. Mondfeld wurde als Mahenvelt im Jahre 1214 das erste Mal urkundlich erwähnt; aus dem Namen Mahenvelt entwickelte sich später Mohnfeld und der heutige Name Mondfeld.
Mondfeld gehörte zum Kurfürstentum Mainz und kam aufgrund der Bestimmungen des Reichsdeputationshauptschlusses vom 25. Februar 1803 an das Haus Löwenstein-Wertheim-Freudenberg und 1806 unter die Landesoberheit des Großherzogtums Baden. Die Gemeinde unterstand der kurmainzischen Kellerei Prozelten und dem Oberamt Miltenberg.
Ab 1813 wurde Mondfeld mit den übrigen Amtsorten dem damaligen Landamt Wertheim zugeteilt.
Seit Aufhebung des Bezirksamts Wertheim (1936) zählte die Gemeinde zum Bezirksamt bzw. ab 1938 Landkreis Tauberbischofsheim (heute Main-Tauber-Kreis).
Am 1. April 1972 wurde Mondfeld in die Stadt Wertheim eingegliedert.

### Wappen
Blasonierung: In Blau ein zunehmender, gebildeter goldener Halbmond.
In Urkunden von 1628 und 1667 ist belegt, dass die Besiegelung vom Centgraf zu Prozelten vorgenommen wurde, weilen wir eigenen Sigels nit gebräuchig (GLA Karlsruhe: Siegelkartei und Wappenakten Wertheim und Tauberbischofsheim). Auf einem Formular zur Gemeinds-Huldigung vom 19. August 1811 enthält das Mondfelder Gerichtssiegel einen abnehmenden Mond über dem Mainzer Rad. Mitte des 19. Jahrhunderts verwendete die Gemeinde ein Prägesiegel mit der Inschrift „GERICHT SIEGEL DER GEMEINDE MONDFELD“. Außerdem besaß die Gemeinde einen Farbstempel, der einen zunehmenden Mond im gekrönten Schild zeigt. Der Gemeinderat beschloss am 18. September 1901 unter Beibehaltung des bisherigen Wappenbildes die Anschaffung des jetzigen Siegels.

## Wirtschaft und Infrastruktur

### Verkehrsanbindung
- Anbindung über die Nibelungenstraße aus Wertheim und Freudenberg
- Busverbindungen bis Würzburg, Miltenberg und Tauberbischofsheim
- Anbindung an Stadtprozelten (Bayern), hier Bahnhof der DB, über eine Fähre im Pendelverkehr über den Main

### Rad- und Wanderwege
Mondfeld liegt am Main-Radweg und am Radweg Liebliches Taubertal – der Sportive.

## Kultur und Sehenswürdigkeiten

### Regelmäßige Veranstaltungen
Mondfeld verfügt über eine große Vereinslandschaft. Entsprechend vielfältig sind auch die Veranstaltungen im Jahresverlauf. Zu den traditionellen Veranstaltungen gehören u. a. das Aufstellen des Maibaums durch die Freiwillige Feuerwehr, das „Maisingen“ des Sängerbundes Mondfeld, der einzige Faschingsumzug im Raum Wertheim sowie die beiden Bunten Abende der Faschingsgesellschaft Mondfeld, das Ortsturnier des SV Mondfeld und die Möfelder Kerwe.

### Mondsee
Im Ort befindet sich der frei zugängliche Badesee Mondfeld (auch Baggersee Mondfeld oder Mondsee genannt). Er liegt direkt am Main zwischen Wertheim und Freudenberg in der Wertheimer.